# Rachel Pludermacher
Pour les articles homonymes, voir Pludermacher.
Rachel Pludermacher, née Levin ou Lévinate le 5 novembre 1908 à Vilnius en Lituanie et morte le 19 février 2002, est une éducatrice juive d'origine lituanienne, qui avec son époux Serge Pludermacher, s'occupe d'enfants juifs au château de Chabannes, à Chabannes, aujourd'hui Saint-Pierre-de-Fursac (Creuse), et à la maison des enfants d'Izieu (Ain).

## Biographie
Rachel Levin (ou Lévinate) est née le 9 novembre 1908 à Vilnius, en Lituanie. Elle arrive en France en janvier 1930 à l'âge de 22 ans.

### L'Œuvre de secours aux enfants
Rachel Levin est la première employée de l'Œuvre de secours aux enfants (OSE) en France en 1934.
Elle travaille à la maison d'enfants de Montmorency, maison qui accueillait des enfants réfugiés d'Allemagne, arrivés seuls en France pour fuir le nazisme. À partir de 1940, elle est éducatrice à la maison d'enfants située au Château de Chabannes (Creuse) où elle rencontre son futur mari, Serge Pludermacher.
Elle est envoyée de 1943 à 1944 dans plusieurs autres maisons d'enfants, dont la maison des enfants d'Izieu qu'elle quitte, alors enceinte, quelques jours avant la rafle du 6 avril 1944. Elle donne naissance à son fils, Georges Pludermacher, futur pianiste, à Guéret (Creuse), à proximité de Chabannes, le 26 juillet 1944. Il s'appelle Georges, en souvenir de son grand-père paternel, Gershon Pludermacher, un éducateur juif à Vilnius. Elle est également la grand-mère d'Isolde Pludermacher, conservatrice en chef du patrimoine au musée d'Orsay.

## Film
Elle parait dans le film sur les Enfants de Chabannes, en 1999,,,,.

## Distinction
- Chevalière de la Légion d'honneur en janvier 2001